# Pontohydrobia
Pontohydrobia is een geslacht van uitgestorven weekdieren uit de klasse van de Gastropoda (slakken).

## Soorten
- Pontohydrobia gedjirica Badzoshvili, 1979 †
- Pontohydrobia kelterborni (Wenz in Krejci & Wenz, 1927) †
- Pontohydrobia ossovinarum (Andrusov, 1890) †
- Pontohydrobia panticapaea (Andrusov, 1890) †
- Pontohydrobia striatocarinata (Andrusov, 1890) †